# 蘇聯對土耳其的領土主張
- 1945年国际边界
- 苏联声索地区
- 苏联计划获得的更大范围
- 苏维埃亚美尼亚领土聲索线 (西亚美尼亚)
- 苏维埃格鲁吉亚领土聲索线  (陶克拉杰蒂（英语：Tao-Klarjeti (historical region)）和拉兹地区（英语：Lazistan）)
- 拟议的拉兹苏维埃国

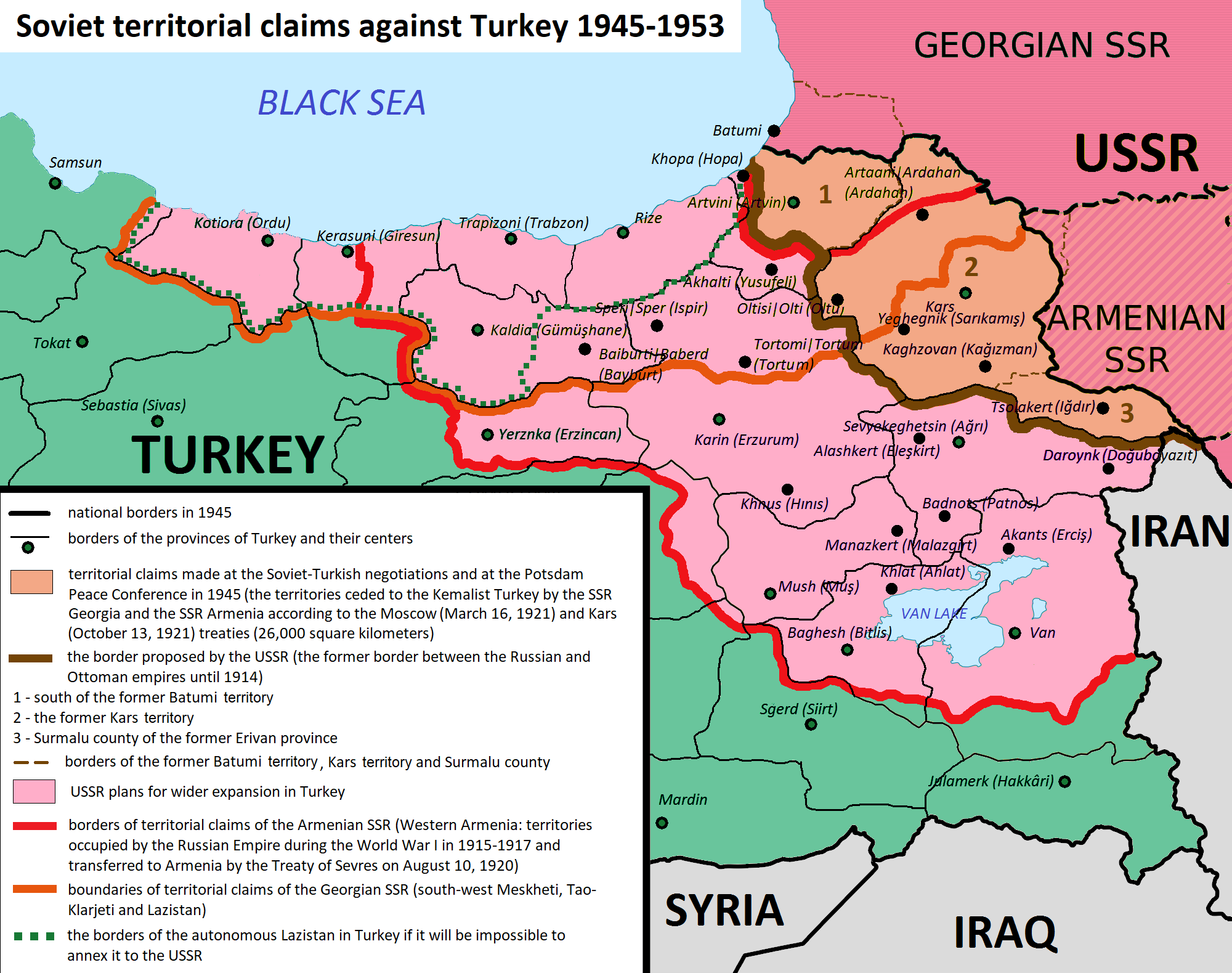
1945年国际边界
苏联声索地区
苏联计划获得的更大范围
苏维埃亚美尼亚领土聲索线 (西亚美尼亚)
苏维埃格鲁吉亚领土聲索线 (陶克拉杰蒂和拉兹地区)
拟议的拉兹苏维埃国

蘇聯對土耳其的領土主張，是指蘇聯1945年－1953年為使蘇聯－土耳其邊界正常化，而對土耳其的東安納托利亞地區的領土的若干不同要求。美國反對這些說法，蘇聯最終也為了改善與美國的關係而放棄該等要求。
據赫魯曉夫的回憶錄，副總理貝利亞敦促斯大林向土耳其要求安納托利亞東部領土，認為這些地區是土耳其從格魯吉亞竊走，由於實際的原因，蘇聯的要求如果成功，將加強蘇聯在黑海的地位，並將削弱大英帝國在中東的影響力。

## 背景
蘇聯長期以來一直反對1936年《蒙特勒公約》，這使得只有土耳其能控制博斯普魯斯海峽之間的航運，這是俄羅斯出入黑海的基本水道。1925年《蘇聯土耳其友好和中立條約》於1945年到期時，蘇聯方面決定不再延長條約。蘇聯外交部長維亞切斯拉夫·莫洛托夫告訴土耳其人，格魯吉亞和亞美尼亞與土耳其的領土問題必須在新條約締結之前解決。
土耳其東部卡爾斯和阿尔达汉省附近的爭議領土是1878年至1921年由俄羅斯帝國轉讓給土耳其，莫洛托夫認為，雖然蘇維埃在1921年《里加和约》签署後確定波蘭－蘇聯邊界，但與此同時，與土耳其的類似交易從未被合法化。

## 要求
1945年12月14日至20日，格魯吉亞和俄羅斯中央的報紙：《共產主義》、《Zarya Vostoka》、《真理報》和《消息報》，發表了““我們對土耳其的合法要求”的文章。
在成功的解放战争后，胜利的民主国家正准备为和平与繁荣而战。热爱自由的人民渴望重获其应有的地位，格鲁吉亚人民——这个在反法西斯斗争中做出了巨大牺牲的民族——已赢得提出正当诉求的权利。我们呼吁世界舆论关注土耳其从我们手中夺取的古老土地，这不仅仅是微不足道的领土纠纷，更是对我们民族身份认同的犯罪，是将我们民族的躯体一分为二的暴行。这关乎我们民族为之抗争了千年的土地。本声明以这一要求作结尾：格鲁吉亚人民该收回他们从未放弃、也永不能放弃的故土。”——西蒙·贾纳希亚和尼科·贝尔茨尼什维利，《我們對土耳其的合法要求》

## 計劃
蘇聯有三個關於土耳其應該放棄的領土的計劃：
- 第一個計劃包括1878年至1918年期間屬於俄羅斯帝國領土的埃里溫省蘇馬拉縣（厄德尔和周邊地區）、卡爾斯州和巴統州（1918後為亞美尼亞共和國（1918-1920年）和格魯吉亞民主共和國（1918-1921年）的領土）。
- 第二個計劃包括格魯吉亞蘇維埃社會主義人民共和國沿喬魯赫河和拉茲斯坦東部的領土聲索。
- 第三個計劃包括土耳其黑海的大部分地區和東安納托利亞的大部分地區，即西亞美尼亞。

蘇聯政府希望遣返亞美尼亞人及其後裔，二戰結束後三年（1946－1948年）約150,000名亞美尼亞人從敘利亞、黎巴嫩、希臘、保加利亞、羅馬尼亞等地移返苏维埃亚美尼亚。

## 失敗
在戰略上，美國反對蘇聯吞併卡爾斯高原。在意識形態上，美國政府視蘇聯的領土主張為擴張主義。自1934年以來，美國國務院認為自從亞美尼亞喪失獨立，威爾遜總統先前對亞美尼亞的主張已經過時。
美國堅決反對蘇聯在土耳其和波斯支持的自決運動，導致波斯推翻庫爾族馬哈巴德共和國（1946－1947年）和阿塞拜疆人民政府（1945－1946年）。土耳其於1952年加入了北約。在1953年斯大林逝世後，蘇聯政府放棄對土耳其的領土要求。